# Bårsnen
Bårsnen är en sjö i Osby kommun och Älmhults kommun i Skåne och ingår i Helge ås huvudavrinningsområde. Sjön har en area på 0,0837 kvadratkilometer och ligger 148,9 meter över havet. Sjön avvattnas av vattendraget Krusån.

## Delavrinningsområde
Bårsnen ingår i det delavrinningsområde (625545-138715) som SMHI kallar för Mynnar i Driveån. Medelhöjden är 128 meter över havet och ytan är 47,37 kvadratkilometer. Det finns inga avrinningsområden uppströms utan avrinningsområdet är högsta punkten. Krusån som avvattnar avrinningsområdet har biflödesordning 3, vilket innebär att vattnet flödar genom totalt 3 vattendrag innan det når havet efter 84 kilometer. Avrinningsområdet består mestadels av skog (75 procent). Avrinningsområdet har 1,02 kvadratkilometer vattenytor vilket ger det en sjöprocent på 2,2 procent. Bebyggelsen i området täcker en yta av 1,43 kvadratkilometer eller 3 procent av avrinningsområdet.